# Anomalon petronae
Anomalon petronae là một loài tò vò trong họ Ichneumonidae.